# Yesa
Yesa – gmina w Hiszpanii, w Nawarze, o powierzchni 22,95 km². W 2011 roku gmina liczyła 252 mieszkańców.